# Беззаветный (сторожевой корабль)
«Беззаветный» (1976—2005) — советский сторожевой корабль проекта 1135 (по классификации НАТО — фрегат Krivak-I class), известный своим навалом на крейсер УРО ВМС США «Йорктаун» при вытеснении группы американских боевых кораблей из 12-мильной зоны СССР.

## История постройки корабля
Корабль проекта 1135.2 «Буревестник» предназначен для поиска, обнаружения и слежения за подводными лодками противника, для обеспечения противокорабельной и противолодочной обороны боевых кораблей и судов в море, нанесения ударов по кораблям и судам в море и базах, поддержки боевых действий сухопутных войск, обеспечения высадки морских десантов и решения других задач.
СКР «Беззаветный» был зачислен в списки кораблей ВМФ СССР 4 июня 1973 года.
28 мая 1976 года корабль был заложен на стапеле керченского ССЗ «Залив» (завод № 14). 7 мая 1977 года сторожевик был спущен на воду. 30 декабря 1977 года вступил в строй. 17 февраля 1978 года сторожевой корабль «Беззаветный» включён в состав Краснознамённого Черноморского флота.

## Служба
С 10 по 13 августа 1979 года — визит в Варну (Болгария). Регулярно проходил боевые службы на 5-й Средиземноморской эскадре. Ноябрь 1986 года - визит в Дубровник (Югославия). С 26 по 31 марта 1987 года — визит в Стамбул (Турция). В январе 1988 года — визит в Тобрук (Ливия).
В 1988 году завоевал приз главкома ВМФ СССР по противолодочной подготовке (в составе корабельной ударной группы).
12 февраля 1988 года во время операции по вытеснению кораблей ВМС США из односторонне заявленной 12-мильной зоны СССР у берегов Крыма совершил навал на крейсер УРО ВМС США «Йорктаун». Командир корабля — капитан 2 ранга Владимир Иванович Богдашин.
После навала на «Йорктаун» у корабля «Йорктаун» были согнуты леера, повреждена пусковая установка ракет «Гарпун», начался пожар. На «Беззаветном» тоже были согнуты леера, на базе обнаружилась пробоина в акустическом «бульбе». После инцидента корабль около месяца находился в ремонте, после чего продолжил нести боевую службу в Чёрном море.
В 1988 — 1989 годах корабль осуществлял слежение за кораблями ВМС США в Чёрном море, принимал участие в учениях.

## Завершение службы
14 июля 1997 года экипаж корабля был расформирован. 1 августа 1997 года по условиям раздела Черноморского флота «Беззаветный» передан ВМС Украины, где получил название — фрегат «Днепропетровск» (U134 «Дніпропетровськ»).
8 сентября 1997 года исключён из состава ВМФ РФ. В октябре 2002 года фрегат «Дніпропетровськ» был выведен из состава боевых кораблей ВМС Украины. В декабре 2003 года корабль переведён в категорию «техническое имущество» и предприятие «Укрспецмаш» приступило к его реализации.
В апреле 2004 года командующий ВМС Украины подписал приказ о демилитаризации и утилизации корабля. 26 марта 2005 года уведён на буксире из Севастополя и 12 мая 2005 года затоплен в Чёрном море.